# Понте Галерија-Ла Пизана (Рим)
Понте Галерија-Ла Пизана је насеље у Италији у округу Рим, региону Лацио.
Према процени из 2011. у насељу је живело 4292 становника. Насеље се налази на надморској висини од 10 м.